# Ущев, Борис Петрович
Бори́с Петро́вич У́щев (31.03.1915, Петропавловск, Российская империя — 13 марта 1996, Санкт-Петербург, Россия) — командир 2-го отряда торпедных катеров 1-го гвардейского дивизиона торпедных катеров бригады торпедных катеров Краснознамённого Балтийского флота, Герой Советского Союза.

## Биография
Жил и работал в городе Свободный Амурской области. Затем семья переехала в Бурятию. Учился в школе № 2 имени Моссовета города Улан-Удэ. В 1935 году окончил 10 классов и уехал в Ленинград, где поступил в институт инженеров железнодорожного транспорта имени Яна Рудзутака.
После окончания второго курса института по призыву ЦК ВЛКСМ в 1937 году направлен в Высшее военно-морское училище имени М. В. Фрунзе на 3 курс, и в 1939 году окончил его в звании лейтенанта в должности вахтенного командира. Член ВКП(б)/КПСС с 1942 года. После окончания училища получил назначение в бригаду торпедных катеров КБФ на должность командира катера. Как командир звена отряда торпедных катеров, а затем командир дивизиона принимал участие во всех боевых операциях КБФ, проводившихся с участием торпедных катеров.
Борис Ущев в 1955 году окончил Академические курсы офицерского состава при ВМА и служил в ВМФ до 1972 года.
Уволен в запас в звании капитана 1 ранга.
Умер 13 марта 1996 года. Похоронен на Большеохтинском кладбище в Санкт-Петербурге.

## Подвиг
27 сентября 1941 года днём при хорошей видимости катера под командованием Бориса Ущева атаковали эскадру противника в составе лидера, немецкого крейсера типа «Кёльн» — крейсера «Лейпциг» и 5 миноносцев с прикрытием из 5 самолётов. Вместе с Афанасьевым и Налетовым Борис Ущев в этом бою заявил потопление немецкого крейсера водоизмещением 6000 тонн и двух миноносцев водоизмещением по 1000 тонн каждый, прорвавшись сквозь шквальный огонь кораблей и самолётов противника, пришёл на помощь терпящему бедствие экипажу торпедного катера № 83 Кременского. По факту крейсер «Лейпциг» был затоплен в 1946 году. За умелую организацию атаки группы вражеских кораблей Борису Ущеву было досрочно присвоено звание старшего лейтенанта.
Борис Ущев участвовал в обеспечении перехода кораблей с полуострова Ханко в Кронштадт, выходил на минные постановки. С апреля 1943 года он командовал 2-м отрядом торпедных катеров. В феврале 1944 года 1-му дивизиону торпедных катеров было присвоено почётное наименование «гвардейский».
В июне 1944 года Борис Ущев был представлен к званию Героя Советского Союза. Им было проведено 93 боевых операции по постановке активных минных заграждений у баз и на коммуникациях, поиску и уничтожению кораблей противника, высадке разведывательных и диверсионных групп в тыл врага. Потопил лично вспомогательный крейсер и два миноносца.
В апреле 1945 года Б. П. Ущев был назначен командиром 2-го дивизиона торпедных катеров. Катера его дивизиона потопили 3 корабля противника.

## Награды
- Медаль «Золотая Звезда» (1944)[1];
- орден Ленина;
- три ордена Красного Знамени;
- орден Ушакова II степени;
- два ордена Отечественной войны I степени;
- орден Красной Звезды;
- медаль «За оборону Ленинграда»;
- медали.

## Память
- Имя Героя Советского Союза увековечено в мемориале «Воинам-катерникам» в Севастопольской гавани города Балтийск.
- В честь Б. П. Ущева названа улица в Петропавловске.
- Торпедолов ТЛ-1476 в составе Балтийского флота носит название «Борис Ущев»[2].